# Astataïon ou le Festin des morts
Pour plus de détails, voir Fiche technique et Distribution.
Astataïon ou le Festin des morts est un film québécois, en noir et blanc, réalisé par Fernand Dansereau, sorti en 1965.
Le film est inspiré des Relations des jésuites, les récits des missionnaires jésuites en Amérique du Nord, qui constituent une source d’information unique sur l’histoire des débuts de la Nouvelle-France.

## Synopsis
En 1638, un groupe de missionnaires jésuites est capturé par les Hurons et menacé de mort. Devant la perspective sombre de mourir, le plus jeune des missionnaires s’interroge, pendant la nuit, sur son action et son engagement apostolique. 

## Fiche technique
- Titre : Astataïon ou le Festin des morts
- Réalisation : Fernand Dansereau
- Scénario : Alec Pelletier et John Pudney
- Musique : Maurice Blackburn
- Photographie : Georges Dufaux
- Montage : Fernand Dansereau
- Son : Marcel Carrière
- Décors : Claude Sabourin
- Maquillages : Claude Pierrehumbert
- Production : Daisy de Bellefeuille
- Société de production : National Film Board of Canada
- Pays :  Canada
- Genre : Drame
- Durée : 96 minutes
- Dates de sortie : 
  -  Canada : 20 mai 1965

## Distribution
- Alain Cuny : Jean de Bréboeuf
- Jean-Guy Sabourin : le jeune père
- Jacques Godin
- Jacques Kasma
- Ginette Letondal
- Yves Létourneau
- Monique Mercure
- Albert Millaire
- Jean-Louis Millette
- Marcel Sabourin
- Janine Sutto
- Maurice Tremblay
- François Guillier
- Jean Perraud

## Prix
- 1966 : Au Canadian Film Awards, Prix de la Meilleure production à André Belleau